# أحمد دهقان
أحمد دهقان (بالفارسية: احمد دهقان) ( 1966 في كاراج، طهران ) روائي و مؤلف إيراني.
عُرف بكتابه رحلة باتجاه 270 درجة .مستمر في تأليف العديد من الكتب عن الحرب العراقية الإيرانية حتى الآن.

## المؤلفات[6]
| عام  | الأصل الفارسي                | الترجمة إلى الإنجليزية  |
| ---- | ---------------------------- | ----------------------- |
| 1991 | Setarehaye الشلامجة          | نجوم الشلامجة           |
| 1994 | المعمورية تمام               | اكتملت المهمة           |
| 1999 | حجوم                         | غزو                     |
| 2004 | Man Qatel-e Pesaretan Hastam | القتل الحيوي            |
| 2006 | سفر Be Geray-e 270 دراجة     | رحلة إلى عنوان 270 درجة |
| 2006 | جوردان شاهار نفارة           | قسم مع أربعة أشخاص      |
| 2007 | Roozhaye Aakhar              | الأيام الأخيرة          |
| 2008 | لحزهاي ازتراب                | لحظات الاستعجال         |
| 2009 | Dashtban                     | بالمرصاد                |
| 2009 | تحليل دار خاك قريب           | تجول في تربة العدو      |

## الجوائز[7]
- جائزة قصة الأدب 20 عاما
- جائزة مقاومة الأدب 20 عاما
- جائزة كتاب الدفاع المقدس